# Sándor Plósz

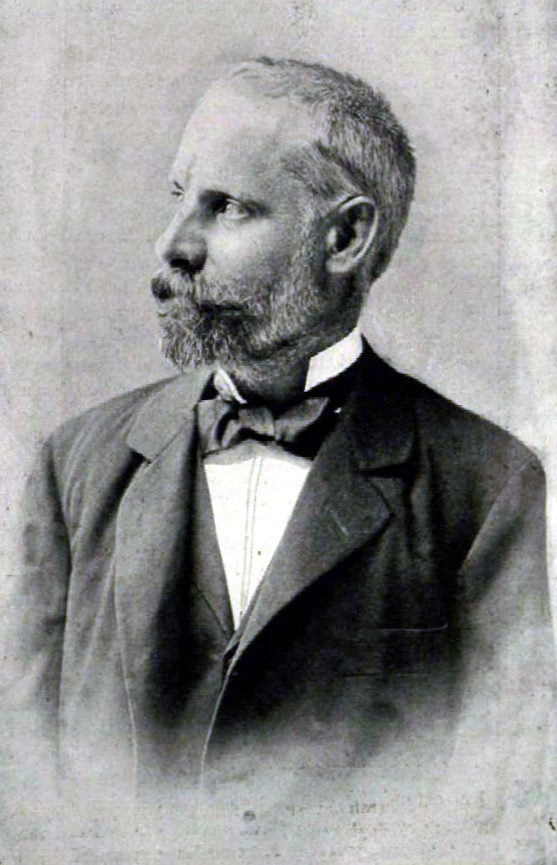
Sándor Plósz (1894)

Sándor Plósz (* 10. Juni 1846 in Pest; † 29. Mai 1925 in Budapest) war ein ungarischer Politiker, Jurist, Dozent und Justizminister.

## Leben
Plósz studierte bis 1866 Jura in Pest und Wien und promovierte 1868. Im Folgejahr legte er die Advokatenprüfung ab und wurde 1871 Richter in Pest. Von 1872 bis 1881 war er Professor des Zivilrechts an der k.u. Franz Josephs Universität (Magyar Királyi Ferenc József Tudományegyetem) in Kolozsvár und war anschließend bis 1924 Professor in Budapest. 1884 wurde er Mitglied der Ungarischen Akademie der Wissenschaften und Staatssekretär im k.u. Justizministerium. 1895 wurde er als Mitglied der Libaralen Partei Reichstagsabgeordneter für den Wahlbezirk Baja im Komitat Bács-Bodrog. Von 26. Februar 1899 bis 18. Juni 1905 war er Justizminister in den Kabinetten der Ministerpräsidenten Kálmán Széll, Károly Khuen-Héderváry und István Tisza. Von 1913 bis 1916 war er Vizepräsident der Ungarischen Akademie der Wissenschaften. 1914 wurde er Mitglied im Magnatenhaus (Főrendiház).

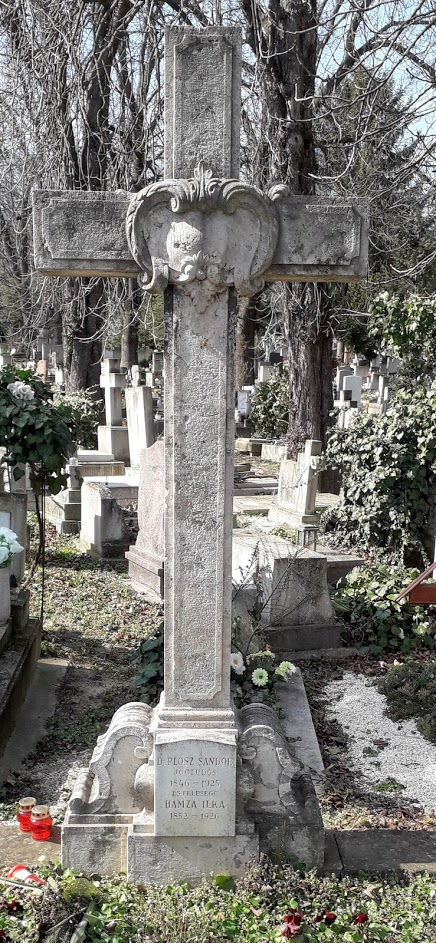
Das Grabmal

Plószist auf dem Friedhof Farkasrét begraben. [1/6.(1/C) 1-43/44]